# 猫とねずみとお友だち
猫とねずみとお友だち（ねことねずみとおともだち、Katze und Maus in Gesellschaft、KHM2）はグリム童話のひとつ。猫とねずみといっしょのくらし、猫とねずみのいっしょのくらしなどとも訳される。
弱い立場のものが強い立場のものに逆らって破滅するという、メルヘンとしては珍しく救いの無い話である。ヴィルヘルム・グリムは『グリム童話』初版には無かった「どうです、世の中とはこうしたものです」という結句を後の版になって付け足している。

## あらすじ
猫とねずみが一緒に暮らしていた。
ふたりは冬を越すためにヘットを壷に入れて、盗まれる心配の無い教会の祭壇の下に蓄えておくが、しばらくして猫はヘットがなめたくて我慢できなくなる。
そこで、猫は「名付け親を頼まれているので、留守番を頼む」とねずみを騙し、ヘットのところへ行き、上皮の部分を全部なめてしまう。帰宅した猫にねずみが「何という名前を付けたのか」と尋ねると、「皮なめ」と答える。ねずみは、変な名前を付けたもんだと言う。
後日、またしても我慢できなくなった猫は、また名付け親を頼まれたからとねずみを騙し、今度はヘットを半分なめてしまう。「今度は何という名前をつけたのか」とねずみに尋ねられた猫は、今度は「半分ぺろり」と答える。ねずみは、そんな名前は聞いたことがないと訝しがる。
さらにもう一度、猫が名付け親を頼まれたと言うと、ねずみは疑いながらも見送る。猫は、とうとう全てのヘットを平らげてしまった。ねずみが「今度はどんな名前を付けたのか」とねずみが尋ねると、猫は「みんなぺろり」と答える。ねずみは、いよいよおかしな名前だと不審に思う。
やがて冬が来て、外で食べ物が見つからなくなったので、ねずみはヘットの壷のところへ行こうと猫を誘う。しかし、ヘットは跡形もなくなっていた。空っぽの壷を見て全てを理解したねずみは、ヘットを独り占めしたことについて猫を責めようとする。しかし、その瞬間、猫はねずみに襲い掛かり、「みんなぺろり」と飲み込んでしまう。

## 備考
この話の類話は北アフリカからアラスカまで広い地域に存在する。登場する動物には狐と鶏などの変化があり、北ドイツの狼と狐の話が起源となって拡散したと考えられている。